# Onthophagus mamillatus
Onthophagus mamillatus är en skalbaggsart som beskrevs av Lea 1923. Onthophagus mamillatus ingår i släktet Onthophagus och familjen bladhorningar. Inga underarter finns listade i Catalogue of Life.